# Wolfgang Pilz (Zahnmediziner)
Max Erich Wolfgang Pilz (* 15. November 1927 in Lobstädt; † 2. Dezember 2005 in Arnstadt) war ein deutscher Zahnarzt mit den Arbeits- und Forschungsschwerpunkten orale Strukturbiologie, Pathobiologie der Initialkaries, toxische Osteopathien, Rechtsfragen der zahnärztlichen Praxis sowie kriminologische Grundlagenforschung. Zwischen 1965 und 1991 war er Professor an der Medizinischen Akademie „Carl Gustav Carus“ in Dresden.

## Leben
Der 1927 geborene Pilz wuchs er in der Niederlausitz auf, wo sein Vater als Lehrer tätig war. Nach dessen Tod 1933 siedelte er mit seiner Mutter nach Zwickau über, legte dort 1946 nach der Rückkehr aus kanadischer Kriegsgefangenschaft sein Abitur ab und war danach zunächst ebenda in einer Werkstatt für Altarbauten sowie als Zahntechniker tätig. Nachdem er 1948/49 zunächst als Gasthörer an der Humboldt-Universität zu Berlin und der Friedrich-Schiller-Universität Jena ein Studium der Naturwissenschaften begonnen hatte, nahm er 1949 an der Universität Leipzig ein Studium der Zahnmedizin auf. Nachdem er 1953 das Staatsexamen bestanden hatte, wurde er approbiert und zum Dr. med. dent. promoviert.
Es folgten Stellen als wissenschaftlicher Assistent (1953–1959), wissenschaftlicher Oberassistent, 1. Oberarzt und Dozent an der Konservierenden Abteilung der Klinik und Poliklinik für Zahn-, Mund- und Kieferkrankheiten der Karl-Marx-Universität Leipzig (1959–1965). 1961 erhielt Pilz die Facharztanerkennung als Fachzahnarzt für Allgemeine Stomatologie/Praktischer Zahnarzt sowie Fachzahnarzt für Kinderzahnheilkunde, ebenfalls 1961 habilitierte er an der Karl-Marx-Universität Leipzig mit einer wissenschaftlichen Arbeit zum Thema „Grundlagen einer Charakteristik der disponierenden Rolle der großen Mundspeichel-Drüsen des Menschen im Ursachenkomplex der Zahnkaries“ und war ab 1. September 1961 ebendort als Hochschuldozent für Zahn-, Mund- und Kieferheilkunde beschäftigt. 1964 folgte die Übertragung der Leitung einer zentralen Arbeitsgruppe für „Stomatologische Pharmazie“.
Zum 1. September 1965 folgte Wolfgang Pilz dem Ruf auf den neu eingerichteten Lehrstuhl für Konservierende Stomatologie an die Medizinische Akademie „Carl Gustav Carus“ in Dresden. Dort wurde er Professor mit Lehrauftrag sowie Leiter der Abteilung für Konservierende Stomatologie an der Stomatologischen Klinik. Es folgte zum 1. September 1969 die Berufung zum ordentlichen Professor für Konservierende Stomatologie.
1983 wurde Pilz, nach einer Neustrukturierung seiner Abteilung, Direktor der Poliklinik für Kinderstomatologie und Orthopädische Stomatologie der Sektion Stomatologie an der Medizinischen Akademie Dresden. Zum 1. April 1984 erfolgte ebenda eine Umberufung auf die ordentliche Professur für Präventive und Kinderstomatologie, welche die erste ihrer Art in der DDR war. Diesen Posten hatte er bis zu seiner Emeritierung, welche im Oktober 1991 aus gesundheitlichen Gründen erfolgte, inne.
Wolfgang Pilz hinterließ seine Ehefrau und einen Sohn.

## Mitgliedschaften
- ab 1966: Mitglied des Senats, des wissenschaftlichen Rates und des Gesellschaftlichen Rates der Medizinischen Akademie „Carl Gustav Carus“
- Gründungsmitglied, Vorsitzender (1969–1972) und Präsidiumsmitglied der Gesellschaft für Konservierende Stomatologie der DDR
- 1969–1990: Mitglied der European Organization for Caries Research

## Ehrungen
- ab 1977: korrespondierendes Mitglied der Österreichischen Zahnärztegesellschaft
- 1980: Philipp-Pfaff-Medaille
- 1981: Medizinalrat (DDR)
- 1987: Carus-Medaille der Medizinischen Akademie „Carl Gustav Carus“

## Schriften
- mit Carl Heinrich Plathner, Hermann Taatz: Grundlagen der Kariologie und Endodontie. Leipzig 1969, 3. Auflage 1980.
- mit Wolfgang Reimann, Dieter H. Krause: Gerichtliche Medizin für Stomatologen. Leipzig 1980.
- Praxis der Zahnerhaltung und oralen Prävention. München 1985.
- hrsg. mit Werner Binus, Arnd Stiefel: Initialkaries. Präventiv-therapeutische Alternativen eines pathobiologischen Phänomens. Leipzig 1987.